# Anu jezik
Anu jezik (ISO 639-3: anl; 2011 godine uveden je novi naziv Anu-Hkongso Chin), jedan od devet neklasificiranih jezika unutar tibetsko-burmanske skupine sinotibetskih jezika.
Njime se služi 1 250 ljudi na području burmanske države Chin. Dijalekt: khongso.
Etnička grupa Anu jedna je od 53 u državi Chin.

## Vanjske poveznice
- Ethnologue (14th)
- Ethnologue (15th)